# 日野俊基
日野 俊基（ひの としもと）は、鎌倉時代後期の公家。藤原北家真夏流日野家、刑部卿・日野種範の子。官位は従四位下・右中弁、贈従三位。

## 経歴
文保2年（1318年）に即位した後醍醐天皇の親政に参加し、蔵人となる。正中元年（1324年）の正中の変で、討幕を計画したと疑われ、同族の日野資朝らと逮捕された。捜査と審議の結果、佐渡に流刑となった資朝とは違い、俊基は冤罪と判定された。その後、京都へ戻るが、元徳3年/元弘元年（1331年）に発覚した討幕計画である元弘の乱で再び捕らえられる。得宗被官・諏訪左衛門尉に預けられた後、鎌倉の化粧坂上・葛原ヶ岡で処刑された。
辞世の詩は　古来一句　無死無生　万里雲尽　長江水清（古来の一句  死も無し生も無し  万里雲尽きて  長江水清し）
明治維新後、南朝（吉野朝廷）が正統とされると俊基は倒幕の功労者として評価されるようになり、明治20年（1887年）には俊基を主祭神とする葛原岡神社が神奈川県鎌倉市梶原に創建され、俊基自身にも従三位が追贈された。

## 『太平記』
『太平記』では、後醍醐の宋学志向に影響を受け、鎌倉幕府討幕のための謀議に加わる。そして、諸国を巡り反幕府勢力を募っていたが、その後に起きたのが正中の変であるという。しかし、史実としては、正中の変が本当に討幕計画だったかどうかは確実ではない。
鎌倉に護送される途中の菊川宿では、承久の乱で似た境遇であった葉室宗行を悼んで哀歌を残している。

## 墓所
葛原岡神社の南にある。また昭和2年（1927年）4月8日に国指定史蹟に指定され、財団法人俊基卿遺蹟保存会が遺跡の保護・管理を行っている。

## 官歴
- 時期不詳：大内記[4]
- 元亨3年（1323年） 6月16日：五位蔵人[4]
- 元亨4年（1324年） 9月23日：止蔵人（正中の変）[4]
- 時期不詳：正五位下[5]
- 元徳2年（1330年） 10月5日：右少弁[5]。11月16日：左少弁、元少納言[5]
- 元徳3年（1331年） 正月5日：正五位上[5]。正月13日：右中弁[5]。3月18日：従四位下[5]。7月：去弁（元弘の乱）[5]
- 元弘2年（1332年） 6月3日：卒去
- 明治17年（1884年） 2月22日：贈従三位[6]

## 関連作品
- 太平記（1991年、NHK大河ドラマ） - 演：榎木孝明